# 自由党 (日本 1890)
自由党（じゆうとう）は、大井憲太郎、中江兆民、斎藤珪次らが結成した日本の政党。

## 大同協和会
大同協和会（だいどうきょうわかい）は、自由党 (日本 1890)の前身。日本最初の自由党解散後、大同団結運動の一片として、1889年 (明治22年) 5月10日に結成され、翌1890年(明治23年)1月21日に解散した。
1884年に自由党が解散してからしばらく後、1886年に民権派政治家の力を結集するべく、大同団結運動が呼びかけられた。1889年にはこの運動に沿った組織結成の機運が高まったが、この時、まとまった政治団体を志向する河野広中・犬養毅ら政社派と、ゆるやかな連絡組織を望んだ大井憲太郎らの非政社派の対立が表面化した。そして大同団結運動の主導者であった後藤象二郎が突如黒田内閣の逓信大臣として入閣して運動からの離脱を表明したのを機に両派は4月に決別し、5月に政社派の団体として大同倶楽部が、非政社派の団体として大同協和会が発足した。新井省吾・小久保喜七・石坂昌孝らとともに自由党再興を目指して運動を繰り広げるが、各グループ間の対立は解消されなかった。

## 自由党 (日本 1890)
自由党（じゆうとう）は、第1回衆議院議員総選挙にそなえて、大井憲太郎が中江兆民、斎藤珪次らとともに、1890年(明治23年)1月21日、大同協和会を中心に結成した。2月21日から23日の総会で、大井らを常議員に選出した。その後、自由党元党首の板垣退助の復帰工作に成功した大井は各グループの再結集の好機を得て、半年後に各グループは合同して立憲自由党を結成する事になった。